# Folke le Gros
Folke le Gros (suédois : Folke den tjocke), selon la Gesta Danorum du chroniqueur danois du XIIe siècle Saxo Grammaticus, il était le noble le plus puissant de Suède vers l'an 1100. Ce fait est confirmé par le fait qu'il avait épousé Ingegerd Knutsdatter, fille du roi Knut IV de Danemark, qui est assassiné en 1086. 
Folke et Ingrid, toujours selon Saxo, sont les parents de  Knut et Benedict Le chroniquer précise ensuite que Folke est le grand-père paternel de Birger Brosa, qui est encore en vie quand il écrit. L'Erikskrönika au XIVe siècle l'évoque comme « Folke Jarl [qui] était un homme illustre  ». 

## Article Lié
- Folkungar